# Svenska Lärarförsäkringar
Svenska Lärarförsäkringar AB är ett företag som tillhandahåller försäkringar och pension för medlemmarna i Lärarförbundet och Lärarnas Riksförbund vilka äger bolaget till lika delar. Företaget bildades 1998, och verksamheten är en del av medlemsservicen och bedrivs utan vinstintresse. Bolaget förmedlar försäkringar från Folksam, Förenade Liv och Trygg-Hansa.